# 澤村宗之助 (初代)

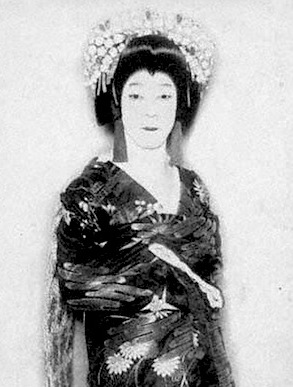
初代澤村宗之助の時姫
----
大正9年2月東京市村座『鎌倉三代記』「絹川村閑居」より。

初代 澤村 宗之助（しょだい さわむら そうのすけ、新字体：沢村–、明治19年（1886年）3月9日 - 大正13年（1924年）4月8日）は、明治から大正にかけて活躍した歌舞伎役者。屋号は紀伊國屋。定紋は丸にいの字。画号に杏園がある。本名は伊藤 三次郎（いとう さんじろう）。
「猛優」と呼ばれた人気役者七代目澤村訥子の二男として東京浅草馬道に生まれる。兄に早世した名優初代助高屋小傳次がいた。明治22年（1889年）8月東京吾妻座の『ひらかな盛衰記』で澤村宗之助を名乗って初舞台。その後兄と共に子供芝居に出て人気を集め、やがてその才能が認められる。明治33年（1900年）11月新富座『鎌倉三代記』「絹川村閑居」の時姫が評判となり、翌年市村座『壇浦兜軍記』の阿古屋で名題昇進、有望な若手の一人として注目されるようになる。
このころから宗之助は新しい舞台活動にも目を向ける。まず新劇に参加し、明治36年（1903年）東京座でシェイクスピア作『ジュリアス・シーザー』の英語劇に挑戦。さらに当時近代劇の創作活動に力を入れていた二代目市川左團次と小山内薫の自由劇場にも参加し、明治末年まで精力的な活躍を続けた。
その後歌舞伎の舞台に戻り、明治座に出演していたが明治44年（1911年）に帝国劇場へと移籍し幹部役者として歌舞伎や翻訳劇、新作物で活躍した。大正13年4月7日、四谷大国座『壺坂霊験記』のお里で出演中に舞台で脳溢血を起こして倒れ、そのまま死去。まだ39歳だった。
女形と立役を兼ね、時代物と世話物の双方に通じて、さらに近代劇までこなす器用さを持ち合わせた役者だった。私生活でも絵画は野口小恵に師事して杏園と号し、俳句や漢詩等を良くし、英語にも堪能で、才人肌なところがあった。
子に、のち映画に進出した二代目澤村宗之助、伊藤雄之助、澤村昌之助などがいる。